# Georg Rudolf Lind
Georg Rudolf Lind (* 17. März 1926 in Berlin; † 9. Januar 1990 in Malveira da Serra) war ein deutscher Romanist, Lusitanist und Übersetzer.

## Leben und Werk
Lind war zuerst Volontär einer Dortmunder Tageszeitung. Er studierte dann in Köln und Bonn und promovierte 1952 bei Fritz Schalk mit Eine Motivstudie über Jorge Guilléns „Cántico“ (Frankfurt 1955). Er habilitierte sich 1969 bei Karl Maurer in Bochum über Die Dichtungstheorie Fernando Pessoas (Teoria poética de Fernando Pessoa, aus dem Deutschen ins Portugiesische übersetzt von Margarida Losa, Porto 1970). 1975 wurde er auf den neu gegründeten dritten romanistischen Lehrstuhl der Universität Graz berufen, wo er bis 1985 lehrte. Lind übersetzte aus dem Portugiesischen vor allem Fernando Pessoa, daneben Joaquim Maria Assis, Maria Alice Barroso, José Condé, Vergílio Ferreira, Agustina Bessa-Luís, Antonio Machado, Ariano Suassuna und Dalton Trevisan. Deutscher Lusitanistenverband hat seinen Förderpreis nach Georg Rudolf Lind benannt.

## Weitere Werke
- (Hrsg.) Fernando Pessoa, Páginas de estética e de teoria e crítica, Lisboa 1965
- (Hrsg.) Fernando Pessoa, Páginas íntimas e de auto-interpretação, Lisboa 1966
- (Hrsg.) Sade, Schriften aus der Revolutionszeit, Frankfurt 1969
- Weltsprache Portugiesisch [Lehrwerk], München 1965, 3. Aufl. 1971
- (Hrsg.) Portugiesisches Lesebuch, München 1970
- Estudos sobre Fernando Pessoa, Lisboa 1981
- (Hrsg.) Fernando Pessoa, Dokumente zur Person und ausgewählte Briefe, Zürich 1988